# Жозефина Обиажулу Одумакин
Жозефина Обиаджулу Окей-Одумакин (род. 4 июля 1966, Зариа, Кадуна) — нигерийская активистка за права женщин. Президент правозащитных групп «Женщины восстают за перемены» и «Кампания за демократию».

## Биография
Одумакин родилась в Зарии, Кадуна, Нигерия, и выросла в римско-католической семье.
В 1987 году она получила степень бакалавра English Education, за которой последовала степень магистра в области руководства и консультирования, а также степень доктора истории и политики образования в Университете Илорина.
Её часто арестовывали за активистскую деятельность, во время военного правления Ибрагима Бабангиды задерживали 17 раз.
Одумакин участвовала в решении более чем 2000 случаях нарушения прав женщин, в их числе были внесудебные убийства женщин или их мужей полицией. Права их детей также игнорировались властями нигерийских школ и даже больниц.

## Достижения
В 2013 году Одумакин получила Международную женскую премию за отвагу Государственного департамента США. Награду вручили Мишель Обама и Джон Керри в зале Дина Ачесона Государственного департамента США в рамках празднования Международного женского дня.
В 2019 году д-р Одумакин способствовала обучению участников 10-го семинара по профессионализму, эффективности и терапии организаций гражданского общества (Civil Society Organisation Professionalism, Effectiveness and Therapy, CSO-CPET) на тему «Мобилизация женщин для изменений». Обучение проводится два раза в год и направлено на наращивание потенциала и продвижение передового опыта среди групп гражданского общества, стимулирование и продвижение профессиональной этики в деловой деятельности НКО и создание новых решений распространённых проблем, с которыми сталкиваются частные организации.

## Организации
Жозефина — исполнительный директор Института прав человека и демократических исследований; президент-основатель Инициативы «Женщины восстают за перемены»; председатель оперативной группы Гражданского форума; президент Центра изменений в общественном развитии и информировании общественности; президент Центра демократии участия и представительница Коалиции организаций гражданского общества в Нигерии.

## Семья
Жозефина была замужем за Питером Йинкой Одумакином до его смерти в клинической больнице государственного университета Лагоса (LASUTH) 2 апреля 2021 года от осложнений COVID-19. Пара поженилась в 1997 году, сначала, в 2000 году, у них родилась девочка, а в 2003 году мальчик. Девочку назвали Джо, как и мать, а мальчика назвали Авраамом в честь покойного лидера Афенифере Па Авраама Адесаньи.